# مهمیز

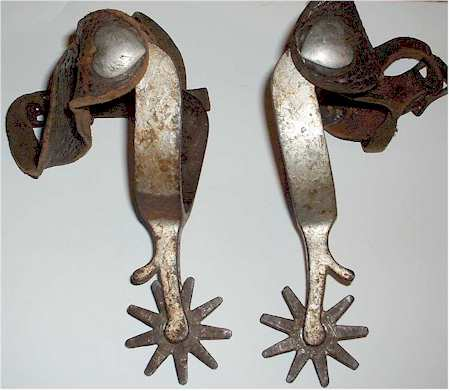

مهمیز (فارسی تاجيكستان: اسپ‌انگيز) وسیله‌ای برای سوارکاری روی اسب و مَرکَب است که در انتهای چکمه سوارکاری قرار دارد و از فلزات ساخته می‌شود.مهمیز رویکردش با شلاق فرق میکند و برای سرعت بخشیدن به اسب نیست بلکه برای جهت دادن و ایجاد هماهنگی میان حرکات اوست. بر خلاف تصور مردم مهمیز ها تیز نیستند و صرفا برای هشدار راکب به اسب هستند. 